# Distretto di Yuncheng
Il distretto di Yuncheng (云城区S, Yúnchéng QūP) è una contea della Cina, situata nella provincia del Guangdong e amministrata dalla prefettura di Yunfu.